# Guardbridge
Guardbridge est un village situé dans le Fife, en Écosse. En 2020 la population de Guardbridge est estimée à 840 habitants.